# Pheidole argentina
Pheidole argentina (лат.) — вид муравьёв рода Pheidole из подсемейства Myrmicinae (Formicidae). Южная Америка (Аргентина, Alta Gracia, Sierra de Cordoba). Социальные паразиты вида Pheidole nitidula. Длина самок 1,7 мм. Каста рабочих отсутствует. Самки обладают уникальным среди муравьёв признаком: усики 10-члениковые с хорошо развитой 1-члениковой булавой. Голова коричневато-жёлтая; мезосома, стебелёк и брюшко — серовато-коричневые. Стебелёк между грудкой и брюшком состоит из двух члеников: петиолюса и постпетиолюса (последний четко отделен от брюшка). Первоначально вид был описан аргентинским энтомологом Карлосом Брухом (исп. Carlos Bruch; 1869—1943) в составе рода Gallardomyrma, который в 1973 году американский мирмеколог Уильям Браун (англ. William Louis Brown, Jr.; 1922—1997) синонимизировал с Pheidole. Вид назван по имени страны обнаружения типового экземпляра.